# Antonín Liehm
Antonín Liehm (25. ledna 1817 Jeníkov – 27. května 1860 Jeníkov) byl český malíř a pedagog.

## Život
Antonín Liehm studoval malířství na pražské Akademii nejprve u Antonína Mánese a poté u Maximiliána Haushofera. Studia ukončil v roce 1847 a od roku 1852 působil jako učitel kreslení v Teplicích.

### Zastoupení ve sbírkách
- Galerie výtvarného umění v Ostravě
- Muzeum umění Olomouc

## Galerie

Antonín Liehm - Cesta k městu
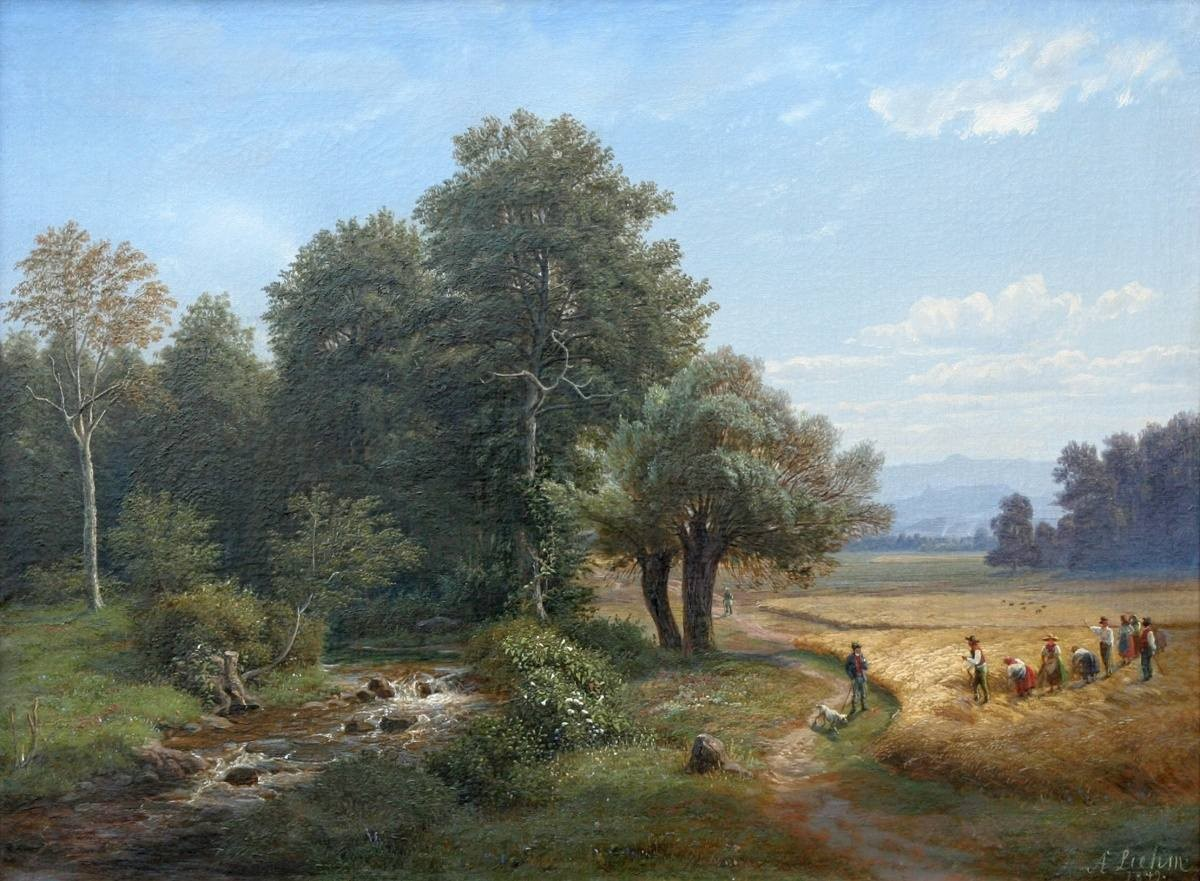
Antonín Liehm - Žně (1849)